# أبوسوم كستنائي مخطط
أبوسوم كستنائي مخطط (الاسم العلمي:Monodelphis rubida)، هو نوع من الأبوسوم يتواجد في البرازيل.